# レギッルス湖畔の戦い
レギッルス湖畔の戦い (伊: Battaglia del Lago Regillo) とは、第一次ラティウム戦争中の紀元前499年もしくは紀元前496年頃に行われた共和政ローマとラティウム人の連合軍との戦いである。

## 概要
紀元前509年、王政ローマの第7代の王であったタルクィニウス・スペルブスがルキウス・ユニウス・ブルトゥスらによってローマより追放され、エトルリア出身であったタルクィニウスが支援を求めたラティウム人たちが主導して起こされた戦争が第一次ラティウム戦争であり、当戦争中の最大の戦いとされるレギッルス湖畔の戦いは、リウィウスによると紀元前499年もしくは紀元前496年頃に行われたと伝わっている。　
レギッルス湖（Regillus）は、ローマ市内のセルウィウス城壁から15マイル東のフラスカーティやトゥスクルム（Tusculum）の遺跡からほど遠くない立地にあったとされる。
ローマ側は独裁官アウルス・ポストゥミウス・アルブスと、独裁官ポストゥミウスのマギステル・エクィトゥムであったティトゥス・アエブティウス・ヘルウァらが軍を率いた。
一方のラティウム人側はラティウム都市トゥスクルムの王子であったオクタウィウス・マミリウス（Octavius Mamilius）とタルクィニウス、タルクィニウスの息子セクストゥスが指揮官となって、ラティウム軍を率いた。タルクィニウスが率いたことでローマ軍は過去のどの戦いより激しく戦った。
タルクィニウスはポストゥミウスとの戦いの初めの段階で負傷し、アエブティウスとマミリウスの軍の戦いでは、アエブティウスは胸に重傷を負った一方、マミリウスは腕に軽症を負った程度であった。
追放されたローマ人で構成されたタルクィニウスの軍隊はローマ軍の後方から攻勢をかけて、紀元前505年に執政官を務めたマルクス・ウァレリウス・ウォルスス（Marcus Valerius Volusus）はセクストゥスの軍を攻撃しようとしていたときに槍で突き殺された。
ポストゥミウスは、自らの護衛部隊の中から部隊を切り出して戦闘へ投入、マミリウスはティトゥス・ヘルミニウス・アクィリヌスによって討ち取られたが、ヘルミニウスも槍で突き殺された。ポストゥミウスは騎兵部隊に馬から下りて敵を攻撃するように指示し、ラティウム軍は後退し、ラティウム軍の陣営は制圧された。
ポストゥミウスとアエブティウスはローマで凱旋式を挙げ、ポストゥミウスはこの戦勝を以てレギッレンシス（Regillensis）の尊称を得た。一方のタルクィニウスはローマへ戻ることは無く、紀元前495年頃に亡命先のクーマエで死去した。
ローマの伝説では、ディオスクーロイ（カストールとポリュデウケース）が騎兵となって勝利に導いたとされる。ポストゥミウスは二人が馬に水を飲ませていたフォロ・ロマーノにディオスクローイの神殿を建設するように命じたと伝わっている。

## 参考文献

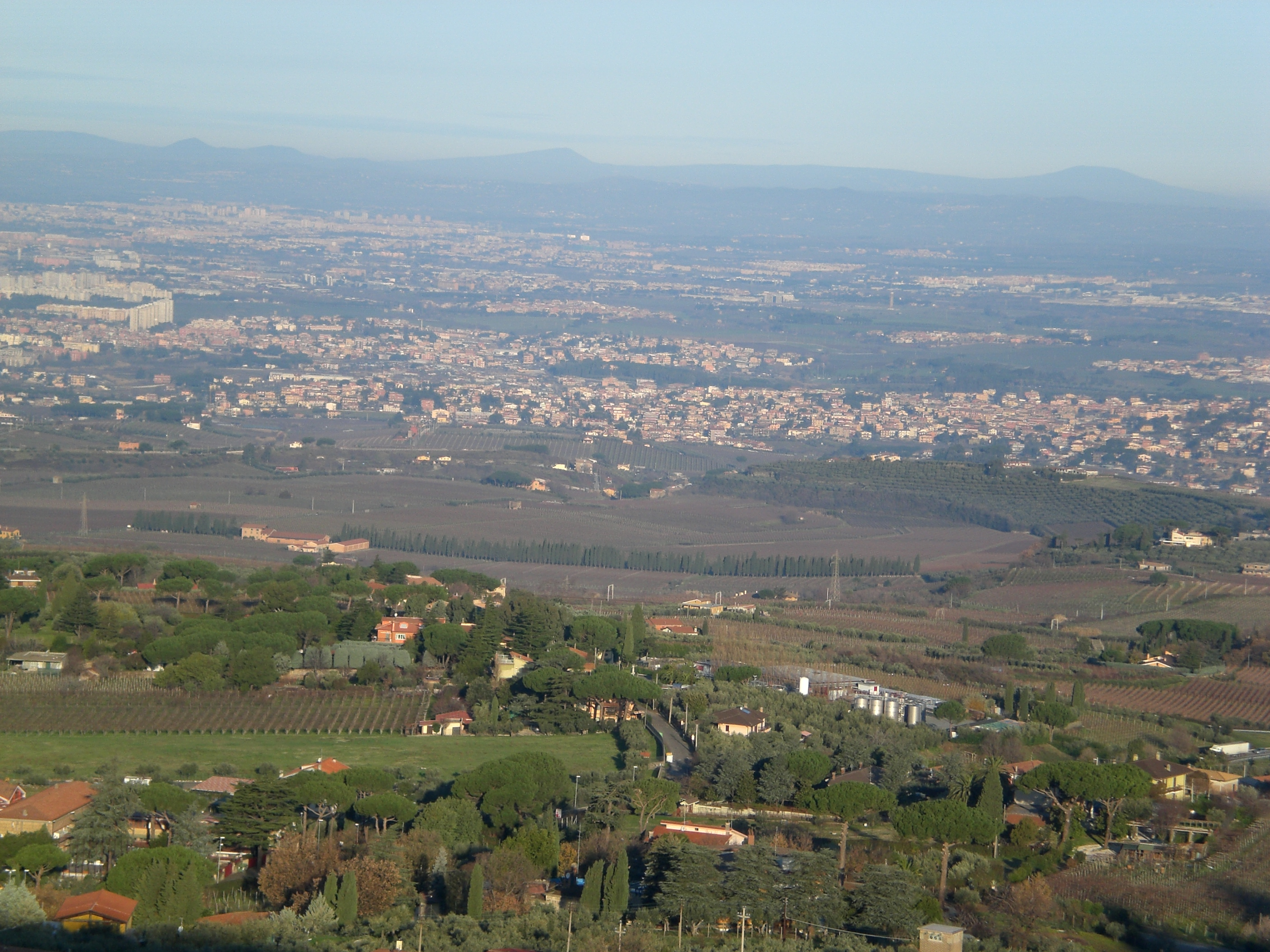
レギッルス湖畔の戦いが行われたとされる「プラタポルキ」一帯